# Одинокова-Бережна Любов Іванівна
Любов Іванівна Одинокова-Бережна (при народженні Бережна, 24 липня 1955) — українська гандболістка, олімпійська чемпіонка монреальської і московської Олімпіад у складі збірної СРСР з гандболу.
На Олімпіаді в Монреалі провела п'ять матчів, закинула 9 голів, на Олімпіаді в Москві закинула 16 голів у п'яти матчах.